# João Henrique de Almeida Sousa
João Henrique de Almeida Sousa (Teresina, Piauí; 4 de febrer de 1950) és un advocat i polític brasiler afiliat al Moviment Democràtic Brasiler. Va ser ministre de Transports durant el govern de Fernando Henrique Cardoso i diputat federal per Piauí en tres mandats.

## Biografia
Fill de Deudedit Sousa i Elita Raulino de Almeida Sousa. Advocat format en la Universitat Catòlica de Pernambuco, va tornar a Piauí després de viure per dos anys a São Lourenço da Mata.
En el segon mandat d'Alberto Tavares Silva com a governador de Piauí, Almeida Sousa va ser secretari de Govern, director del Diari Oficial de l'Estat, secretari de Cultura i secretari d'Educació. Va renunciar a aquest últim per presentar-se a les eleccions a la Cambra de Diputats, sent elegit en 1990 i revalidant l'escó el 1994 i 1998. El 2002 no va disputar la reelecció, després de ser nomenat ministre de Transports pel president Fernando Henrique Cardoso, càrrec que va exercir en els últims deu mesos de govern (del 2 d'abril de 2002 a l'1 de gener de 2003).
Luiz Inácio Lula da Silva va designar-lo president de l'Empresa Brasilera de Correus i Telègrafs, càrrec que va ocupar de març de 2004 a juliol de 2005. Entre 2016 i 2018 va assumir la presidència del Consell Nacional del Servei Social de Indústria (SESI). Tot seguit, va presidir el Servei Brasiler de Suport a les Micro i Petites Empreses (Sebrae).

## Honors
El març de 2003, va ser admès a l'Orde del Mèrit Militar en el grau de Comanador.